# Oksunbong
Oksunbong (koreanska: 옥순봉) är en bergstopp i Sydkorea.   Den ligger i provinsen Norra Chungcheong, i den centrala delen av landet, 130 km sydost om huvudstaden Seoul. Toppen på Oksunbong är 153 meter över havet.
Terrängen runt Oksunbong är huvudsakligen kuperad. Runt Oksunbong är det ganska glesbefolkat, med 45 invånare per kvadratkilometer. I omgivningarna runt Oksunbong växer i huvudsak blandskog.